# Witold Stanisław Szyszkowski
Witold Stanisław Szyszkowski (ur. 2 maja 1896 w Rozwadowie, zm. 30 kwietnia 1940 w Katyniu) – polski doktor medycyny, podporucznik lekarz rezerwy Wojska Polskiego.

## Życiorys
Syn Wiktora herbu Ostoja i Heleny z Kosińskich urodzony 2 maja 1896 w Rozwadowie. Maturę zdał w szkole filologicznej w Lublinie.
W czasie I wojny światowej należał do Polskiej Organizacji Wojskowej. W 1920, w czasie wojny z bolszewikami walczył jako członek załogi pociągu sanitarnego nr 7. W lipcu 1924 uzyskał dyplom po studiach medycznych na Uniwersytecie Warszawskim. W latach 1924–1926 odbywał praktykę lekarską w warszawskim szpitalu św. Rocha, a potem pracował w fabryce papieru w Konstancinie-Jeziornie. Od 1928 do 1930 był lekarzem miejskim w Piasecznie, a następnie przeniósł się do Tomaszowa Mazowieckiego, gdzie był lekarzem miejskim i ordynatorem w Szpitalu Miejskim. W 1934, jako oficer rezerwy pozostawał w ewidencji Powiatowej Komendy Uzupełnień Łódź Miasto II. Posiadał przydział do Kadry Zapasowej 4 Szpitala Okręgowego w Łodzi. Jako pracownik kontraktowy był zatrudniony na etacie lekarza II dywizjonu 4 pułku artylerii ciężkiej, detaszowanego w Tomaszowie Maz.
W latach 1937–1938 był lekarzem naczelnym Ubezpieczalni Społecznej. Działał w Bezpartyjnym Bloku Współpracy z Rządem, jak również w Polskim Czerwonym Krzyżu (przewodniczył tomaszowskiemu oddziałowi tej organizacji od 1931 do 1936). W początkach 1939 został inspektorem lekarskim w ZUS i przeprowadził się do Warszawy. 
Po napaści Niemiec na Polskę został ewakuowany 7 września 1939 do Brześcia, gdzie dostał się do niewoli sowieckiej i trafił do obozu w Kozielsku. 28 kwietnia 1940 został przekazany do dyspozycji naczelnika Zarządu NKWD Obwodu Smoleńskiego. 30 kwietnia 1940 zamordowany w Katyniu i tam pogrzebany. Zidentyfikowano go w trakcie ekshumacji (nr PCK: 03 791) i pochowano we wspólnej mogile, prawdopodobnie nr 5. 
5 października 2007 minister obrony narodowej Aleksander Szczygło mianował go pośmiertnie na stopień porucznika. Awans został ogłoszony 9 listopada 2007, w Warszawie, w trakcie uroczystości „Katyń Pamiętamy – Uczcijmy Pamięć Bohaterów”. Pamiątki po nim pozostają w ekspozycji Muzeum w Tomaszowie Mazowieckim.
W 1926 ożenił się z Anną Elżbietą z Jaszczołtów (zm. 1985), z którą miał dwoje dzieci.

## Odznaczenia
- Srebrny Krzyż Zasługi[5]
- Medal Pamiątkowy za Wojnę 1918–1921[5]
- Odznaka Honorowa Polskiego Czerwonego Krzyża II stopnia[5]